# 全国産業別労働組合連合
全国産業別労働組合連合（ぜんこくさんぎょうべつろうどうくみあいれんごう）は、かつて日本に存在した労働組合のナショナルセンターである。略称は新産別または産別連合。冷戦期の4つのナショナル・センターで最小であり、日本にある労働組合のうち0.6%が所属していた。

## 歴史
1946年に結成された左派系ナショナルセンターである産別会議は、結果として共産党系の強いものとなっていた。これに反発した非共産党系左派の一部は1949年に産別民主化同盟を結成し、産別会議から離脱する。同年12月には名称を全国産業別労働組合連合とした。

### 総評参加と会費滞納による離脱以後
1950年に総評が結成されると、新産別としてこれに参加した。しかし、会費滞納による権利停止処分に反発し、1954年に総評を離脱する。以降、新産別は労働運動では独自路線を歩むこととなる。その後の組織拡大はあまり進まず、新産別の組合がある産業も金属、化学など極一部の分野に限られていた。4つのナショナル・センターでも圧倒的に規模が小さく、3位の中立労連の約19分の1の規模であった。

### ナショナル・センター統一の動き
1980年代のナショナルセンターの統一では、全民労協結成に先駆けて中立労連と全国労働組合総連合（略称は「総連合」であり、現在の同名で略称を「全労連」とする組織とは別）を結成するなどこれに積極的に参加した。1989年に結成される連合に参加するために1988年に解散した。

## 加盟組合
- 全国機械金属労働組合（全機金） - 全国金属労働組合（全国金属、旧総評系）と統合し、全国金属機械労働組合（金属機械）となった。「金属機械」を経て、連合成立後の1999年にはJAMへと統合された。
- 新産別全化学産業労働組合連合（新化学） - 連合成立後の2002年JEC連合に統合された。
- 新産別運転者労働組合（新運転） - 連合成立後に労供労連と改組された。
- 全国産業別労働組合連合京滋地方連合会（新産別京滋地連） - 新産別の地方組織の扱いであった。しかし、金属産業の労働組合が多数を占めていたため、連合結成後は「金属機械」の結成に参加した。（最終的には「金属機会」はJAMへ統合）

- 全国鉄施設労働組合（全施労）はオブサーバー加盟していた。

この他にも小規模な加盟組合は存在したが、4ナショナル・センター時代で圧倒的に最も加盟労働者数が少なかった。